# 100-річчя Відновленої Литовської держави
 

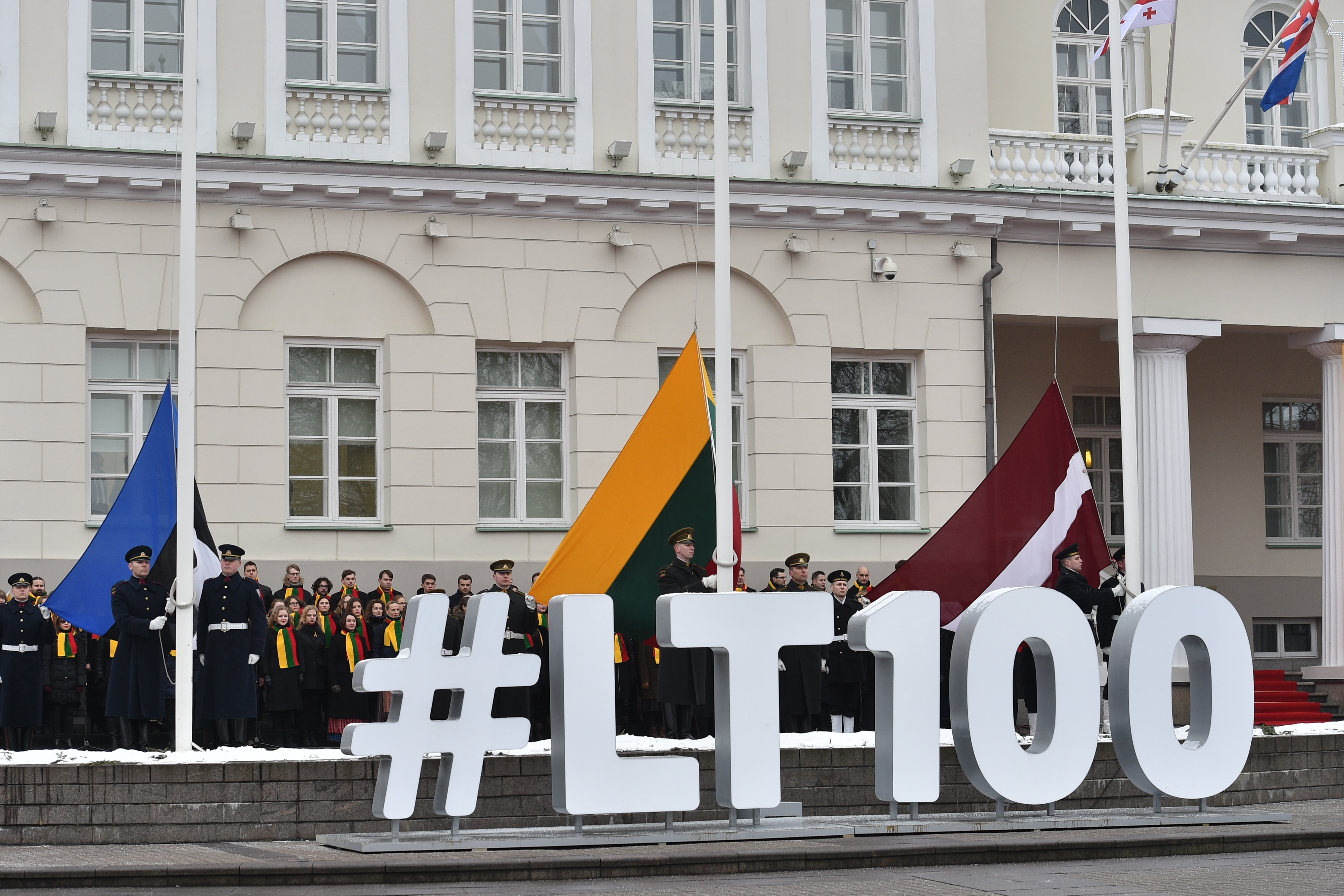
Святкування 100-річчя відновлення державності

100-річчя Відновленої Литовської держави відзначає 100-річчя Акту про незалежність Литви, який був підписаний 16 лютого 1918 року.

## Історична довідка

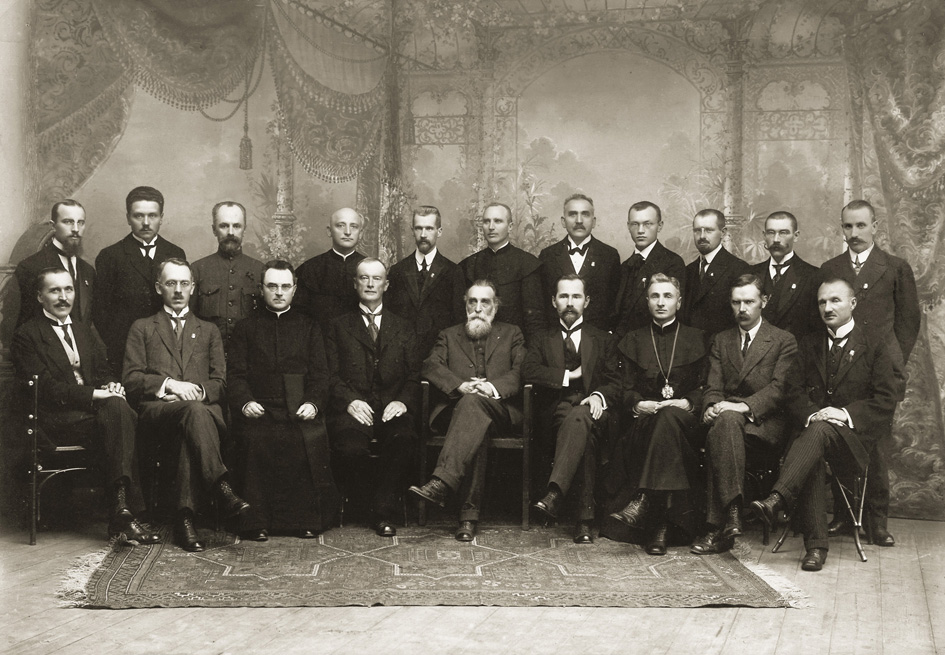
Підписанти Акту про незалежність Литви

Державність Литви датується Великим князівством Литовським 13 століття. 6 липня 1253 року Міндовг був коронований як король Литви. У 1385 р. Литва приєдналася до Польщі в союзі, який до 1569 р. Переріс у Річ Посполиту. Між 1772 і 1795 роками більша частина Литви була анексована Російською імперією.
До кінця Першої світової війни, 16 лютого 1918 року, двадцять людей підписали Акт про незалежність Литви, який проголосив відновлення Незалежної Держави Литва. Під час Другої світової війни Литва була окупована і анексована Радянським Союзом в 1940 р., потім нацистською Німеччиною в 1941 р., і знову Радами в 1944 р., як одна з її республік. В кінці 1980-х та в ході розпаду Радянського Союзу Литва боролася за відновлення своєї незалежності, що завершилося Актом про відновлення держави Литва, підписаним 11 березня 1990 р.

## Мета і завдання
Для того, щоб кожен громадянин Литви відчув значення цього ювілею, уряд Литви ініціював святкування сторіччя відновлення Литви. Було проголошено, що уряд планує підвищити репутацію Литви за кордоном. Основною датою відзначення було визначено 16 лютого, проте окремі заходи — впродовж усього року.
Національним прапором та Витісом обрано символи святкування сторіччя.
Уряд визначив три основні напрямки діяльності:
- Пізнавальний — діяльність, спрямована на минуле і сьогодення: запрошення пізнати країну, її досягнення та героїв.
- Святкувальний — заходи, спрямовані на сучасність, запрошують суспільство до святкування 16 лютого.
- Творчий — заходи, спрямовані на майбутнє, що підкреслюють думку про те, що кожна людина, яка сприяє процвітанню Литви, є важливим героєм Столітнього періоду, та заохочують активну участь у створенні сьогодення та майбутнього.[3]

## Діяльність

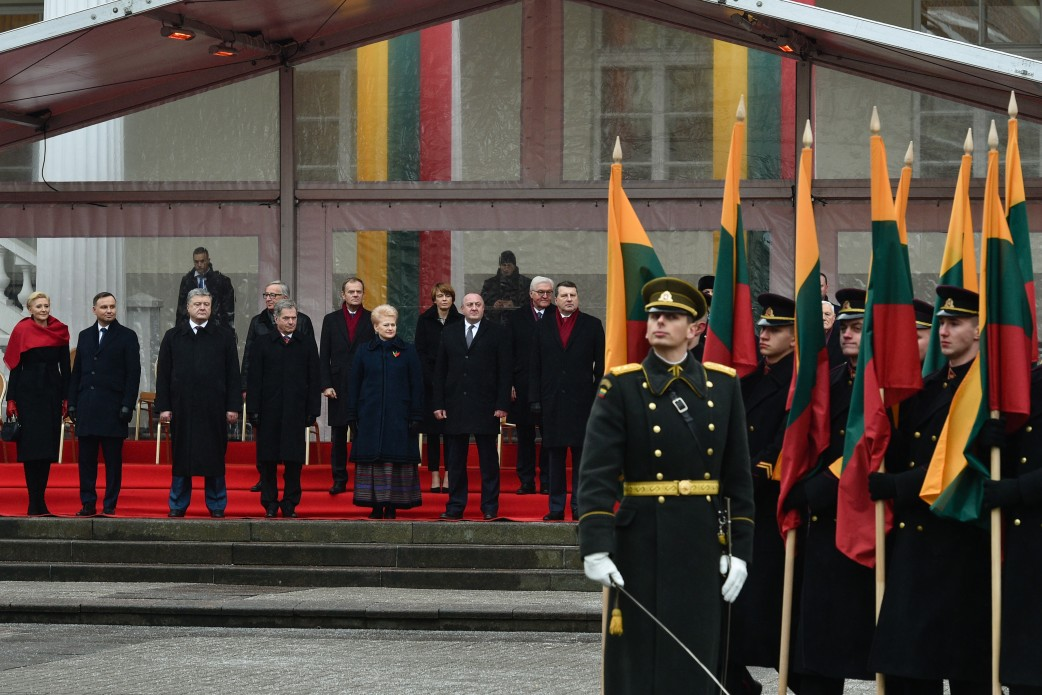

6 липня 2017 року, День державності, став офіційним початком Столітньої річниці. Того дня на 100 городищах Литви та у всьому світі одночасно співали національний гімн. Основні події святкування сторіччя заплановані на 2018 рік. Найголовнішим з них буде вшанування пам’яті 16 лютого. Найбільшою подією стане 20-й пісенний фестиваль "Vardan tos...", який відбудеться у Вільнюсі 30 червня - 6 липня 2018 року. Назва фестивалю походить від Tautiška giesmė, гімну Литви.
Багато уваги буде приділено презентації Литви та її культурних та наукових досягнень за кордоном. Багато дрібніших ініціатив вже було або буде реалізовано найближчим часом. Лише Литовська рада з питань культури отримала п’ятдесят заявок на програму „Столітній ювілей Литовської держави”. Сотні ініціатив підтримані іншими культурними та науковими програмами та фондами. У 2018 році відбудуться десятки наукових конференцій, виставок, симпозіумів, освітніх програм, концертів та вистав.